# Jakhalzen
De jakhalzen vormen een groep van middelgrote hondachtigen uit het geslacht Canis, waartoe ook de hond, de coyote, de wolf, de rode wolf en de Ethiopische wolf behoren.

## Kenmerken
Jakhalzen zijn slanke, middelgrote hondachtigen met lange poten. Met hun goed ontwikkelde gehoor en reukzin kunnen ze van grote afstand al voedsel vinden.

## Leefwijze
Hoewel ze een reputatie van aaseters hebben, jagen ze ook op kleine zoogdieren tot de grootte van een haas of een antilopekalf, vogels en reptielen, en zijn ze niet van aas afhankelijk. Ze eten zelfs vruchten en insecten. Tijdens het jagen kunnen ze samenwerken met andere jakhalzen, voornamelijk hun partners. Ze zijn voornamelijk actief in de schemering en de nacht.
Jakhalzen zijn monogaam. Ze leven in groepjes, bestaande uit een paartje, hun welpen en de jongen uit de voorgaande worp. Jongen blijven zo'n twee jaar bij de groep, en helpen mee met de zorg voor pasgeboren jongen. Jakhalzen bakenen een territorium af door urine en uitwerpselen achter te laten op opvallende plaatsen. Leden van een groep houden onderling contact met lange huilen.
Jakhalzen leven in open of met enkele bomen begroeide graslanden. Ook weten ze te overleven in de buurt van menselijke nederzettingen. Doordat ze zich ook rond slachthuizen en op begraafplaatsen wagen om daar naar voedsel te zoeken, werden ze door de Oude Egyptenaren geassocieerd met de dood. Anubis, de Egyptische god van de dood, werd dan ook afgebeeld met de kop van een jakhals.

## Verspreiding en leefgebied
Jakhalzen leven in Afrika, Zuid-Azië en Zuidoost-Europa.
Na 2016 is in Nederland enkele malen een goudjakhals gezien met behulp van een cameraval. In 2020 werden in de Ooypolder enkele schapen doodgebeten, na DNA-onderzoek bleek een goudjakhals verantwoordelijk.

## Taxonomie
Er zijn drie soorten: de goudjakhals (Canis aureus), de zadeljakhals (Canis mesomelas) en de gestreepte jakhals (Canis adustus). Een gezamenlijke voorouder van deze dieren leefde ongeveer zes miljoen jaar geleden. Soms wordt ook de Ethiopische wolf (Canis simensis) tot deze groep gerekend, maar deze soort is waarschijnlijk nauwer verwant aan de wolf.

## Scheldwoord
Jakhals wordt ook figuurlijk gebruikt voor zeer opportunistische of hebzuchtige mensen.